# Ross Pearson
Pour les articles homonymes, voir Pearson.
Ross Pearson, né le 26 septembre 1984 à Sunderland, est un pratiquant professionnel anglais d'arts martiaux mixtes (MMA), ceinture noire de taekwondo, ceinture marron de judo et ceinture bleue de jiu-jitsu brésilien. Il est le gagnant de la saison 9 de The Ultimate Fighter. Il est actuellement en concurrence dans la division des poids légers de l'Ultimate Fighting Championship.

## Palmarès en arts martiaux mixtes

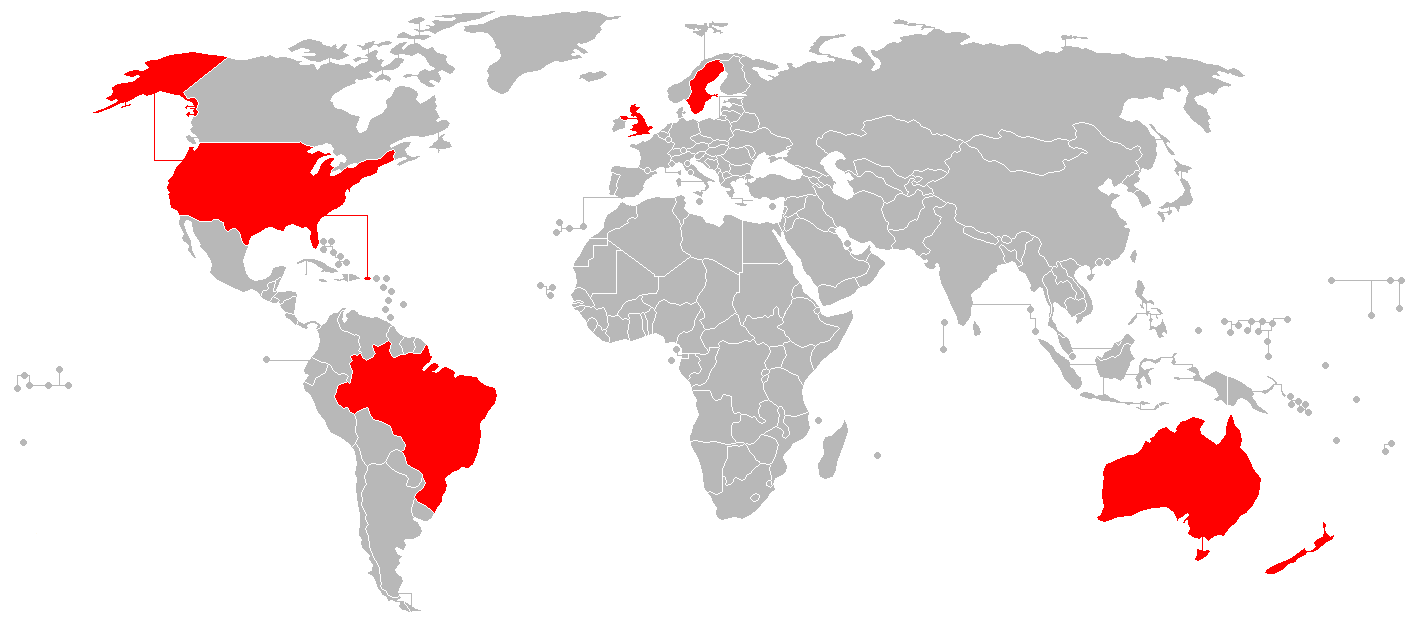
En rouge les endroits ou Ross a combattu

| 33 combats     | 19 victoires | 13 défaites |
| Par KO         | 7            | 3           |
| Par soumission | 5            | 2           |
| Sur décision   | 7            | 8           |
| Sans décision  | 1            | 1           |

| Résultat   | Record    | Adversaire          | Méthode                               | Événement                               | Date              | Round | Temps | Lieu                                     | Notes                                                            |
| ---------- | --------- | ------------------- | ------------------------------------- | --------------------------------------- | ----------------- | ----- | ----- | ---------------------------------------- | ---------------------------------------------------------------- |
| Défaite    | 19-13 (1) | Stevie Ray          | Décision partagée                     | UFC Fight Night: Mousasi vs. Hall II    | 19 novembre 2016  | 3     | 5:00  | Belfast, Irlande du Nord                 |                                                                  |
| Défaite    | 19-12 (1) | Jorge Masvidal      | Décision unanime                      | UFC 201: Lawler vs. Woodley             | 30 juillet 2016   | 3     | 5:00  | Atlanta, Géorgie, États-Unis             |                                                                  |
| Défaite    | 19-11 (1) | Will Brooks         | Décision unanime                      | The Ultimate Fighter 23 Finale          | 8 juillet 2016    | 3     | 5:00  | Las Vegas, Nevada, États-Unis            |                                                                  |
| Victoire   | 19-10 (1) | Chad Laprise        | Décision partagée                     | UFC Fight Night: Hunt vs. Mir           | 20 mars 2016      | 3     | 5:00  | Brisbane, Queensland, Australie          |                                                                  |
| Défaite    | 18-10 (1) | Francisco Trinaldo  | Décision unanime                      | UFC Fight Night: Dillashaw vs. Cruz     | 17 janvier 2016   | 3     | 5:00  | Boston, Massachusetts, États-Unis        |                                                                  |
| Victoire   | 18-9 (1)  | Paul Felder         | Décision partagée                     | UFC 191: Johnson vs. Dodson II          | 5 septembre 2015  | 3     | 5:00  | Las Vegas, Nevada, États-Unis            |                                                                  |
| Défaite    | 17-9 (1)  | Evan Dunham         | Décision unanime                      | UFC Fight Night: Bisping vs. Leites     | 18 juillet 2015   | 3     | 5:00  | Glasgow, Écosse                          |                                                                  |
| Victoire   | 17-8 (1)  | Sam Stout           | KO (poings)                           | UFC 185: Pettis vs. dos Anjos           | 14 mars 2015      | 2     | 1:33  | Dallas, Texas, États-Unis                | Performance de la soirée.                                        |
| Défaite    | 16-8 (1)  | Al Iaquinta         | TKO (poings)                          | UFC Fight Night: Rockhold vs. Bisping   | 8 novembre 2014   | 2     | 1:39  | Sydney, Australie                        |                                                                  |
| Victoire   | 16-7 (1)  | Gray Maynard        | TKO (poings)                          | UFC Fight Night: Bader vs. St.Preux     | 16 août 2014      | 2     | 1:35  | Bangor, Maine, États-Unis                |                                                                  |
| Défaite    | 15-7 (1)  | Diego Sanchez       | Décision (partagée)                   | UFC Fight Night: Henderson vs. Khabilov | 7 juin 2014       | 3     | 5:00  | Albuquerque, Nouveau-Mexique, États-Unis |                                                                  |
| No contest | 15-6 (1)  | Melvin Guillard     | No Contest                            | UFC Fight Night: Machida vs. Muñoz      | 26 octobre 2013   | 1     | 1:57  | Manchester, Angleterre                   | Coups de genou non autorisés par Guillard dans le premier round. |
| Victoire   | 15-6      | Ryan Couture        | TKO (coups de poing)                  | UFC on Fuel TV: Gustafsson vs. Mousasi  | 6 avril 2013      | 2     | 3:45  | Stockholm, Suède                         |                                                                  |
| Victoire   | 14-6      | George Sotiropoulos | TKO (coups de poing)                  | UFC on FX: Sotiropoulos vs. Pearson     | 15 décembre 2012  | 3     | 0:41  | Gold Coast, Australie                    | Retour en poids léger                                            |
| Défaite    | 13-6      | Cub Swanson         | TKO (coups de poing)                  | UFC on FX: Guida vs. Maynard            | 22 juin 2012      | 2     | 4:14  | Atlantic City, New Jersey, États-Unis    |                                                                  |
| Victoire   | 13-5      | Junior Assunçao     | Décision unanime                      | UFC 141: Lesnar vs. Overeem             | 30 décembre 2011  | 3     | 5:00  | Las Vegas, Nevada, États-Unis            | Début en poids plume                                             |
| Défaite    | 12-5      | Edson Barboza       | Décision partagée                     | UFC 134: Silva vs. Okami                | 27 août 2011      | 3     | 5:00  | Rio de Janeiro, Brésil                   | Fight of the Night                                               |
| Victoire   | 12-4      | Spencer Fisher      | Décision unanime                      | UFC 127: Penn vs. Fitch                 | 27 février 2011   | 3     | 5:00  | Sydney, Australie                        |                                                                  |
| Défaite    | 11-4      | Cole Miller         | Soumission (étranglement arrière)     | UFC Fight Night: Marquardt vs. Palhares | 15 septembre 2010 | 2     | 1:49  | Austin, Texas, États-Unis                |                                                                  |
| Victoire   | 11-3      | Dennis Siver        | Décision unanime                      | UFC Fight Night: Florian vs. Gomi       | 31 mars 2010      | 3     | 5:00  | Charlotte (Caroline du Nord)             | Fight of the Night                                               |
| Victoire   | 10-3      | Aaron Riley         | TKO (arrêt du médecin)                | UFC 105 : Couture vs. Vera              | 14 novembre 2009  | 2     | 4:38  | Manchester, Angleterre                   |                                                                  |
| Victoire   | 9-3       | Andre Winner        | Décision unanime                      | The Ultimate Finale 9                   | 20 juin 2009      | 3     | 5:00  | Las Vegas, Nevada, États-Unis            | Gagne la saison 9 de The Ultimate Fighter en poids léger         |
| Victoire   | 8-3       | Ian Jones           | Soumission (rear naked choke)         | Ultimate Force : Nemesis                | 1er novembre 2008 | 1     | 3:33  | Doncaster, Angleterre                    |                                                                  |
| Défaite    | 7-3       | Abdul Mohamed       | Décision unanime                      | CG 9: Beatdown                          | 4 octobre 2008    | 3     | 5:00  | Liverpool, Angleterre                    |                                                                  |
| Victoire   | 7-2       | Cédric Celerier     | Soumission (coups de poing)           | Goshin Ryu 24                           | 31 mai 2008       | 1     | 2:35  | Londres, Angleterre                      |                                                                  |
| Victoire   | 6-2       | Aidan Marron        | Soumission (clé de bras)              | Ultimate Force : Punishment             | 3 mai 2008        | 3     | 4:34  | Doncaster, Angleterre                    |                                                                  |
| Victoire   | 5-2       | Sami Berik          | Soumission (étranglement en triangle) | Strike and Submit 6                     | 13 avril 2008     | 1     | 0:37  | Gateshead, Angleterre                    |                                                                  |
| Victoire   | 4-2       | Mark Spencer        | TKO (frappes)                         | Goshin Ryu 23                           | 23 février 2008   | 1     | 3:44  | Cornouailles, Angleterre                 |                                                                  |
| Victoire   | 3-2       | Steve Tetley        | Soumission (clé de bras)              | CWFC : Enter The Rough House 5          | 8 décembre 2007   | 1     | 4:46  | Nottingham, Angleterre                   |                                                                  |
| Victoire   | 2-2       | Gavin Bradley       | KO (coup de poing)                    | Goshin Ryu 22                           | 24 novembre 2007  | 1     | 2:05  | Cornouailles, Angleterre                 |                                                                  |
| Défaite    | 1-2       | Kurt Warburton      | TKO (arrêt du médecin)                | Goshin Ryu 21                           | 22 septembre 2007 | 1     | 5:00  | Cornouailles, Angleterre                 |                                                                  |
| Victoire   | 1-1       | Will Burke          | Décision partagée                     | Goshin Ryu 21                           | 22 septembre 2007 | 3     | 5:00  | Cornouailles, Angleterre                 |                                                                  |
| Défaite    | 0-1       | Chris Hughes        | Soumission (rear naked choke)         | HOP 1: Fight Night 1                    | 12 décembre 2004  | 2     | 3:33  | Swansea, Pays de Galles                  |                                                                  |